# D12
D12（読みはディー・トゥエルブ。ダーティー・ダズンのイニシャル表記）は、アメリカ合衆国のデトロイトを中心に活動する6人組ヒップホップ・ユニット。人気白人ラッパーであるエミネムもメンバーの一人で、ソロ・アーティストとしての彼の人気の後押しも受けて日本でも人気を博している。
エミネム以外のメンバーは、ビザール、スウィフト、コン・アーティス、クナイヴァ、ファズ・スクータという5人の黒人MC。いずれも日本ではエミネムほどのネームバリューこそ無いものの、デトロイトのヒップホップ・シーンでは名の通った実力者たちである。特徴的なクルー名の由来は、6人のメンバーがそれぞれ別人格を持つ(6人×2＝ダーティーな12人)というコンセプトによるもの。これはかつてクルーの中心的存在であった、プルーフによって考案されたものである。｢Slim Shady (＝エミネム)」｢Denaun Porter (=コン・アーティス)」などが有名。これらのネーミングは、専らプロデューサーとしてのクレジット・ネームとして用いられている(ただしエミネムの「Slim Shady」に限っては、曲中のリリックとしても頻繁に登場する)。また、D12の「D」は彼らの本拠地である「デトロイト (Detroit)」と「ダーティー (Dirty)」（ここではイカシてる、などの意味で使われており、否定的なニュアンスはない）の頭文字である。
6人全員が同時に参加する楽曲は意外に少なく、｢40 Oz.」「How Come」「Git Up」などは代表的な人気楽曲でありながら、ラップで参加しているのはそれぞれ3、4人程度にとどまっている。エミネムはソロでの活動も多いため、彼を除いたメンバーで活動することもある。また2006年4月11日未明には、デトロイト市内のナイトクラブにおいて、プルーフが口論の末、銃撃によって死亡する事件が発生。その後、活動停止を経て、約5年間にわたって残る5人での活動が続いた。
2011年4月12日、ミックステープ『Return of the Dozen』のリリースに合わせて、グループの黎明期にレコーディングなどに参加していたMCのファズ・スクータが新メンバーとして加入することが発表された。
2014年発売の、エミネム主催レーベル、シェイディ・レコードのコンピレーション・アルバム『Shady XV』には、およそ10年ぶりの公式音源となる「Bane」が収録されている。
2018年発売のエミネムの10枚目となるアルバム『カミカゼ』内の曲「Stepping Stone」で、グループの解散が発表された。各メンバーはソロ活動に転じている。

## 備考
- D12のメンバーは全員、無名時代にフリースタイル・バトルで知り合った間柄。D12自体は自然発生的に生まれたものであるため、「エミネムが結成したクルー」という説明は誤りである。
- 「誰かがラップゲームで成功したら、そいつが他のメンバーをメジャーに連れて行く」という結成時の約束があり、エミネムの「Lose Yourself」がスマッシュヒットしたことにより、晴れてD12もデビューとなった。ただし、クルーとしてのデビュー前にエミネムがあまりにも売れすぎたため、他のメンバー達が（実際には彼に劣らないスキルとキャリアを持つにもかかわらず）「無名の新人」と言う不遇な扱いを世間から受けているのも事実。日本でも流行した「My Band」は、こうした風潮を逆手に取った曲である。
- 似たようなコンセプトのクルーに、ネリーが参加するセントルナティックスがある。
- 公式のD12VEVOがアップしている『Devil's Night』に収録されている「Purple Hills（正しくはアルバムに記載されているPillsの表記が正しい）」のPV（プロモーションビデオ）にはYouTubeの規約上音声に過剰規制がかかり[1]、無音加工やオーバーダビングしているため不自然となりリリックとサウンドが噛み合っていない箇所が多々存在する。[2]

## メンバー
旧メンバー
- ビザール (Bizarre 1996年–2006年、2008年–2012年、2014年–2018年)
- コン・アーティス (Kon Artis、別名Mr. Porter 1996年–2006年、2008年–2012年、2014年–2018年)
- クナイヴァ (Kuniva 1996年–2006年、2008年–2018年)
- スウィフト (Swift、別名Swifty McVay 2000年–2006年、2008年–2018年)
- エミネム (Eminem 2000年–2006年、2008年–2018年)
- プルーフ (Proof 1996年–2006年) ※死亡時まで
- バグズ (Bugz 1996年–1999年) ※死亡時まで
- ファズ・スクータ (Fuzz Scoota 2011年–2012年)

## ディスコグラフィ

### アルバム
| 年   | タイトル                         | アルバム詳細 | チャート最高位 | チャート最高位 | チャート最高位 | チャート最高位 | チャート最高位 | チャート最高位 | チャート最高位 | チャート最高位 | チャート最高位 | 認定                                                                                            |
| 年   | タイトル                         | アルバム詳細 | US             | AUS            | BEL            | CAN            | GER            | NZ             | SWE            | SWI            | UK             | 認定                                                                                            |
| ---- | -------------------------------- | --- | -------------- | -------------- | -------------- | -------------- | -------------- | -------------- | -------------- | -------------- | -------------- | ----------------------------------------------------------------------------------------------- |
| 2001 | デヴィルズ・ナイト Devil's Night | - 発売日: 2001年6月19日 - レーベル: Interscope, Shady - フォーマット: CD, cassette, LP, digital download - 全米売上: 210万枚 | 1              | 4              | 5              | 1              | 5              | 4              | 9              | 7              | 2              | - US: 2× プラチナ - AUS: プラチナ - CAN: 3× プラチナ - UK: プラチナ                             |
| 2004 | D12ワールド D12 World            | - 発売日: 2004年4月27日 - レーベル: Interscope, Shady - フォーマット: CD, cassette, LP, digital download - 全米売上: 50万枚  | 1              | 2              | 9              | 1              | 2              | 1              | 6              | 3              | 1              | - US: 2× プラチナ - AUS: プラチナ - GER: ゴールド - JPN: プラチナ - NZ: プラチナ - UK: プラチナ |